# Lechrainer Dialekt
Der Lechrainer Dialekt (sprachwissenschaftlich: Vorostschwäbisch) ist eine Regionalsprache, die im Lechrain zwischen Thierhaupten (Schwaben), Landsberg am Lech (Oberbayern) und Schongau (Oberbayern) entlang des Lechs (vor allem östlich des Lechs) gesprochen wird. Lechroanerisch (gesprochen) unterscheidet sich deutlich von den umgebenden Dialekten.

## Merkmale
Der Lechrainer Dialekt vereinigt ostschwäbische und mittel- bzw. südbairische Dialektformen mit mittelhochdeutschen Relikten. Während das Schwäbische und das Bairische ansonsten recht klar voneinander geschieden sind, hat sich im Lechrain eine eigentümliche Mischform entwickelt, die wohl auf eine ursprünglich alemannische Bevölkerung zurückzuführen ist, die in Jahrhunderten bairischer Herrschaft zahlreiche bairische Dialektmerkmale übernommen hat. Der Lechrainer Dialekt ist vom Lautstand her überwiegend als schwäbisch einzustufen. Sein Wortschatz ist dagegen eher bairisch geprägt. In den grammatischen Strukturen mischen sich schwäbische und bairische Elemente.
Auffällige Merkmale des Lechrainischen sind das harte, kehlige -kch-, das man sonst im Allgäu und in Tirol hört, die Beibehaltung eines -ch- anstelle des stummen -h- (ziehen → ziacha, leihen → leicha) und eine Lautverschiebung vom hochdeutschen -i- zum -u- (Kirche → Kurcha, Wirt → Wurt); ebenso von „o“ zu „u“ (komm → kumm).
Der Umlaut „ei“ wird manchmal zu „ua“ (stuagädnerisch statt steingädnerisch, klua statt klein), manchmal zum bairischen und ostschwäbischen „oa“, nie zum mittelschwäbischen „oi“, oder bleibt unverändert.
Das Lechrainerische vermeidet Vokale, die direkt auf einen Umlaut folgen. Eine hochdeutsche Trennung durch „h“ wird zu „ch“. Ohne „h“ wird häufig ein Konsonant dazwischen geschoben (schneien → schneiben).
Die Ausprägung des Lechrainer Dialekts verläuft parallel zum Verlauf des Lechs: Die stärksten Formen findet man in den Gemeinden am Fluss, während nach Osten hin – oft innerhalb weniger Kilometer – lechrainische Merkmale abnehmen und immer mehr bairische Formen auftauchen. Ebenso schnell gewinnt nach Westen hin das Schwäbische die Oberhand.
Durch den Landkreis Weilheim-Schongau verläuft die o-no-Grenze: Westlich davon wird „auch noch“ „o no“ gesprochen, östlich davon „a no“.

## Geschichte
Nachdem sich die Römer um 476 aus ihrer damaligen Provinz Raetia zurückzogen, besiedelten dann im Westen die Alemannen und im Osten die Bajuwaren die Gegend. Dieser Dialekt stellt einen sprachlichen Übergangsbereich dazwischen dar.
Insgesamt ist der Lechrainer Dialekt seit Jahren auf dem Rückzug. Er wird nicht nur vom Hochdeutschen verdrängt, sondern auch vom Bairischen und Schwäbischen ausgehöhlt.